# With U (머라이어 캐리의 노래)
《With You》는 2018년 10월 4일에 발매된 머라이어 캐리의 노래이다. 에픽 레코드에 의해 발매되었다.

## 곡 목록
| #  | 제목         | 재생 시간 |
| -- | ------------ | --------- |
| 1. | 〈With You〉 | 3:47      |